# Kielerfjorden
Kielerfjorden eller Kiel Fjord (tysk: Kieler Förde) i det nordlige Tyskland, er en cirka 17 km lang fjord i Slesvig-Holsten ved storbyen Kiel. Schwentinen munder ud i Kielerfjorden.